# Горбунов, Владимир Васильевич
Владимир Васильевич Горбунов (род. 15 января 1950) — советский хоккеист, нападающий.
Практически всю карьеру провёл в низших лигах первенства СССР в командах «Кристалл» Электросталь (1967/68 — 1968/69, 1971/72 — 1972/73, 1977/78, 1980/81) и «Бинокор» Ташкент (1973/74 — 1976/77). В сезоне 1969/70 был в составе команды класса «А» СКА (Ленинград), за который сыграл два матча.
Старший брат Александр (род. 1948) также был хоккеистом.